# L'Insoumise (film, 1928)
Pour les articles homonymes, voir L'Insoumise (homonymie).
Pour plus de détails, voir Fiche technique et Distribution.
L'Insoumise (Fazil) est un film muet américain réalisé par Howard Hawks, sorti en 1928.

## Synopsis
Lors d'un voyage à Paris, le cheikh arabe Fazil rencontre une magnifique Parisienne orpheline, Fabienne. Le coup de foudre est immédiat et ils s'épousent aussitôt à Paris. Mais leur vie de couple devient de plus en difficile lorsqu'ils s'opposent en raison de leur culture. Libérée, Fabienne ne supporte pas d'être la femme soumise de son mari. Elle invite deux amis français, les Debreuze, et son soupirant éconduit, John Clavaring, toujours amoureux d'elle à une soirée mais Fazil lui demande de l'annuler à cause de la présence de Clavaring. Elle refuse et le cheikh, meurtri, rentre seul en Arabie où il se constitue un harem pour oublier son épouse. Fabienne, elle, tombe gravement malade lorsqu'il l'abandonne.
Désirant récupérer son mari, elle part en Arabie où elle découvre avec stupéfaction le harem de Fazil. Ce dernier, encore amoureux d'elle, chasse toutes les femmes. Mais, en raison de son insensibilité et de la coutume de son pays, il ne veut pas lui dire qu'il l'aime, malgré ses supplications, car une femme, en Arabie, se possède et on ne l'aime pas. Asphyxiée par son mode de vie restreint et cloîtrée toute la journée chez son époux, Fabienne demande à John et aux Debreuze de venir la délivrer de sa prison conjugale et de la ramener en France. Ils tentent de raisonner le cheikh mais en vain. Ils décident donc de la kidnapper afin de l'exfiltrer du pays. Lors de son enlèvement, ils assomment le prince et Fabienne, témoin de la scène, s'évanouit et elle est transportée sur le dos d'un cheval. Dans leur fuite, ils sont rattrapés par Fazil et ses hommes. John ouvre le feu sur lui qui s'écroule. Étonnamment, le cheikh mourant demande que John et les Debreuze soient raccompagnés vivants à la frontière pour qu'ils rentrent en France. Fabienne décide de rester auprès de son époux blessé.
Sur le point de mourir, Fazil est veillé par Fabienne qui lui demande d'être toujours auprès d'elle. Pour la première fois de leur vie amoureuse, il lui déclare son amour mais il l'empoisonne. Le couple meurt ensemble.

## Fiche technique
- Titre : L'Insoumise
- Titre original : Fazil
- Réalisation : Howard Hawks, assisté de James Tinling
- Scénario : Philip Klein (adaptation) et Seton I. Miller d'après une pièce de Pierre Frondaie
- Producteur : William Fox
- Société de production : Fox Film Corporation
- Distribution : Fox Film Corporation
- Musique : Erno Rapee et R.H. Bassett (non crédité)
- Photographie : L. William O'Connell
- Montage : Ralph Dixon
- Direction artistique : William S. Darling
- Costumes : Kathleen Kay
- Pays de production : États-Unis
- Format : Noir et blanc - 35 mm - 1,20:1 - Son : Mono (partition musicale et effets sonores) - film muet
- Genre : Mélodrame
- Durée : 88 minutes
- Date de sortie :
  - États-Unis : 4 juin 1928
  - France : 23 novembre 1928

## Distribution
- Charles Farrell : Prince Fazil
- Greta Nissen : Fabienne
- John Boles : John Clavering
- Mae Busch : Helen Dubreuze
- Tyler Brooke : Jacques Dubreuze
- John T. Murray : Gondolier
- Vadim Uraneff : Ahmed
- Josephine Borio : Aicha
- Eddie Sturgis : Rice
- Erville Alderson : Iman Idris
- Dale Fuller : Zouroya - Gardien du Harem
- Hank Mann : Ali - L'eunuque